# Olympische Sommerspiele 1924/Teilnehmer (Ägypten)
| Gelbes Symbol für Goldmedaillen mit stilisierten Olympischen Ringen | Graues Symbol für Silbermedaillen mit stilisierten Olympischen Ringen | Braundes Symbol für Bronzemedaillen mit stilisierten Olympischen Ringen |
| ------------------------------------------------------------------- | --------------------------------------------------------------------- | ----------------------------------------------------------------------- |
| —                                                                   | —                                                                     | —                                                                       |

Ägypten nahm an den Olympischen Sommerspielen 1924 in Paris, Frankreich, mit einer Delegation von 24 Sportlern (allesamt Männer) teil.

## Teilnehmer nach Sportarten

### Boxen
- Michel Haddad
Leichtgewicht: 17. Platz

### Fechten
- Joseph Misrahi
Degen, Einzel: Viertelfinale

- Krikor Agathon
Degen, Einzel: Viertelfinale

- Ahmed Mohamed Hassanein
Degen, Einzel: Vorrunde

### Fußball
- Herrenteam
5. Platz

- Kader
Abdel Salam Hamdy
Ahmed Salem
Ali El-Hassani
Ali Mohamed Riadh
Ismail El-Sayed Houda
Hussein Hegazi
Ibrahim Yakan
Kamel Taha
Mahmoud Fouad
Mahmoud Ismail Houda
Riadh Shawki
Riadh Riskalla Henain

### Gewichtheben
- Hamad Samy
Mittelgewicht: 4. Platz

### Kunstwettbewerbe
- Enayat Allah Ibrahim
Malerei: ??

### Leichtathletik
- Mohamed El-Sayed
1500 Meter: Vorläufe
5000 Meter: Vorläufe

### Radsport
- Mohamed Madkour
Straßenrennen: 46. Platz
50 Kilometer: ausgeschieden

- Ahmed Salem Hassan
Straßenrennen: ausgeschieden
50 Kilometer: ausgeschieden

- Mohamed Ali Mahmoud
50 Kilometer: ausgeschieden

### Ringen
- Ahmed Rahmy
Leichtgewicht, griechisch-römisch: 20. Platz

- Ibrahim Moustafa
Leichtschwergewicht, griechisch-römisch: 4. Platz

### Schießen
- Krikor Agathon
Schnellfeuerpistole: 19. Platz